# La città verrà distrutta all'alba (film 2010)
La città verrà distrutta all'alba (The Crazies) è un film del 2010 diretto da Breck Eisner, rifacimento dell'omonimo film del 1973 di George A. Romero, accreditato anche come produttore esecutivo di questa versione.

## Trama
David Dutton è lo sceriffo di Ogden Marsh, una tranquilla città dell'Iowa abitata da persone rispettose della legge e per le quali è considerata un modello da prendere in esempio. Un giorno, Rory Hamill arriva a una partita di baseball con un fucile carico pronto per fare una strage e David è costretto a ucciderlo dopo che l'uomo non si è voluto arrendere e posare l'arma.
Quello che poteva sembrare un raptus improvviso di violenza in una persona dovuto all'alcool, è invece il primo segnale di un contagio che infesterà la cittadina nei giorni seguenti, trasformando gli infetti in persone fuori controllo e totalmente violente.
In pochi giorni altre persone contraggono l'infezione e diretti conoscenti di David Dutton si trasformano da cittadini modello in assassini privi di sentimenti.
Lo sceriffo tenta di spiegare razionalmente l'accaduto nel tentativo di dare un significato e/o un movente all'improvvisa escalation di violenza che ha colpito alcuni abitanti, ma quando scopre un aereo caduto nelle vicinanze della cittadina proprio nel luogo dove poi confluisce l'acqua potabile usata dalla città comincia a pensare che possa essere stata infettata da qualcosa presente su quel misterioso aereo.
Nel frattempo il governo chiude ogni contatto esterno che possa portare a Ogden Marsh e la città viene isolata.
I militari prelevano gli abitanti cercando di dividere in base alla temperatura del corpo le persone sane per farle evacuare, da quelle infette. Ma la situazione precipita, la rete del campo dove erano tenuti i cittadini viene sfondata e tutti fuggono senza controllo.
David, sua moglie incinta Judy, l'assistente del centro medico locale Becca e Russell, braccio destro dello sceriffo, ancora dentro la città tentano di uscire vivi dalla situazione in un'ultima notte di follia e di fuggire verso la stazione di sosta dove evacuano le persone sane con i pullman.
Giunti a un autolavaggio vengono attaccati da persone infette e Becca muore impiccata. Nel frattempo Russell sembra dare segni di avere contratto la malattia, ma David non gli dà peso.
Proseguendo il loro viaggio, quando vedono arrivare un'auto sconosciuta Russell posiziona una striscia chiodata che la fa ribaltare; l'uomo al suo interno rivela che la loro città è stata contaminata dal "Trixie", un prototipo di virus creato come arma biologica, ma non destinata alla loro città; il virus era sull'aereo caduto nei pressi di Ogden Marsh e da lì era fuoriuscito. Prima che l'uomo finisca di parlare Russell gli spara un colpo in testa, così David e Judy capiscono che il loro amico sta perdendo il controllo a causa del virus, quindi gli tolgono il fucile ma lui li minaccia con la pistola.
David successivamente lo affronta riuscendo a colpirlo e a togliergli l'arma.
Nei pressi di un posto di blocco Russell, ormai conscio di essere infetto, si sacrifica per permettere agli altri due di fuggire senza essere visti.
David e Judy arrivano alla stazione centrale, ma qui la ragazza fa una scoperta atroce: anche le persone sane che avevano superato il controllo quando è stata evacuata la città sono state eliminate. I due, ormai disperati, capiscono che il governo non vuole lasciare nessun abitante vivo. Dopo avere affrontato altri infetti fuggono su di un camion e sentono da una ricetrasmittente che mancano 35 secondi alla "ora stabilita".
Poco dopo la città viene distrutta con un'arma nucleare e il loro camion, investito dall'onda d'urto si ribalta, ma riescono a salvarsi.
Nell'ultima scena del film, si mostra come un computer satellitare sposti il proprio puntamento dalla città di Ogden Marsh a quella di Cedar Rapids, mostrando come il virus abbia raggiunto altre città limitrofe, nonostante i tentativi di contenimento.

## Produzione
Nel febbraio 2008 fu annunciato che la Overture Films avrebbe realizzato e distribuito un rifacimento del film culto del 1973 di George Romero, incaricando della regia Breck Eisner, noto per la trasposizione cinematografica Sahara da un omonimo romanzo di Clive Cussler, basandosi su una sceneggiatura di Scott Kosar e Ray Wright.
Gli attori principali del cast artistico sono Timothy Olyphant e Radha Mitchell, a poco meno di un mese dell'inizio delle riprese sono stati scritturati Danielle Panabaker e Joe Anderson.
Le riprese sono iniziate nell'aprile 2009 e si sono tenute principalmente nello Stato della Georgia, tra Perry, sede della Georgia National Fair, Elko, Montezuma e scene addizionali nella "The Fountain Car" in Macon e Peach County High School in Fort Valley. Una seconda porzione del film è stata girata in Lenox (Iowa).
Gli effetti speciali sono stati realizzati da Robert Green Hall.

## Distribuzione
Il film è uscito nelle sale cinematografiche statunitensi il 26 febbraio 2010, mentre in Italia è stato proiettato per la prima volta il 23 aprile dello stesso anno.
Nel marzo 2010 fu confermato che la Medusa Film avrebbe curato l'edizione italiana, distribuendo il film nei cinema italiani dal 23 aprile 2010, cambiando inoltre il titolo inglese con quello con cui uscì il film originale in Italia, La città verrà distrutta all'alba.

## Critica
Romero, regista del film originale e produttore esecutivo di questo remake, telefonò alcuni giorni prima dell'uscita statunitense a Eisner per discutere sul film, comunicando al regista come approvasse l'opera in quanto «una vera reinterpretazione» dell'originale, aggiungendo come «fosse ben fatto».
Sul sito di recensioni Rotten Tomatoes il film ha un apprezzamento da parte della critica del 71%, con una media delle valutazioni pari a 6,4 su 10.
Su Metacritic il film ha una valutazione di 55 su 100 basato su 30 recensioni, mentre Cinema Score ha intervistato il pubblico dopo la visione del film, assegnando una media di B- su una scala di voti da A+ ad F.